# Fukushima, Antarktis
Fukushima är ett berg i Östantarktis, vars topp ligger 2 470 meter över havet.
Terrängen runt Fukushima är platt åt sydost, men åt nordväst är den kuperad. Fukushima är den högsta punkten i trakten.
Norge gör anspråk på området.